# Cephalaria monocephala
Cephalaria monocephala är en tvåhjärtbladig växtart som beskrevs av H. Sümbül. Cephalaria monocephala ingår i släktet jätteväddar, och familjen Dipsacaceae. Inga underarter finns listade i Catalogue of Life.